# ماريا فرانسيس آن موريس
ماريا فرانسيس آن موريس هي كاتِبة وشاعرة كندية، ولدت في 12 فبراير 1813، وتوفيت في 28 أكتوبر 1875.